# Nouvelle-Zélande aux Jeux paralympiques
Absente aux premiers Jeux d'été en 1960 et en 1964 et aux premiers Jeux d'hiver en 1976, le Nouvelle-Zélande prend part à toutes les éditions des Jeux paralympiques, d'été depuis les Jeux de 1968 à Tel Aviv, et d'hiver depuis ceux de 1980 à Geilo (en Norvège),.

## Histoire
La Nouvelle-Zélande envoie deux athlètes aux premiers (en) Jeux paraplégiques du Commonwealth (en), en 1962 à Perth, en Australie. Pompi Heremaia y remporte une médaille d'or au lancer de javelot, et Wilf Martin une médaille d'or et une d'argent au tir à l'arc. 
En 1966 ont lieu les premiers jeux handisport inter-régionaux en Nouvelle-Zélande, et en 1968 est fondée la Fédération de Nouvelle-Zélande pour Paraplégiques et Handicapés physiques, aujourd'hui appelée Paralympics New Zealand (en), le comité national paralympique de Nouvelle-Zélande.
Pour sa première participation aux Jeux paralympiques en 1968, le pays envoie une délégation de seize athlètes (quinze hommes et une femme), qui concourent aux épreuves d'athlétisme, de boulingrin, d'escrime, de force athlétique, de natation, de tennis de table et de tir à l'arc. La Nouvelle-Zélande se classe 18e au tableau des médailles, avec quatre médailles toutes remportées en athlétisme et en natation par Eve Rimmer (en). Celle-ci devient ainsi la première championne paralympique du pays, en lancer de javelot,.

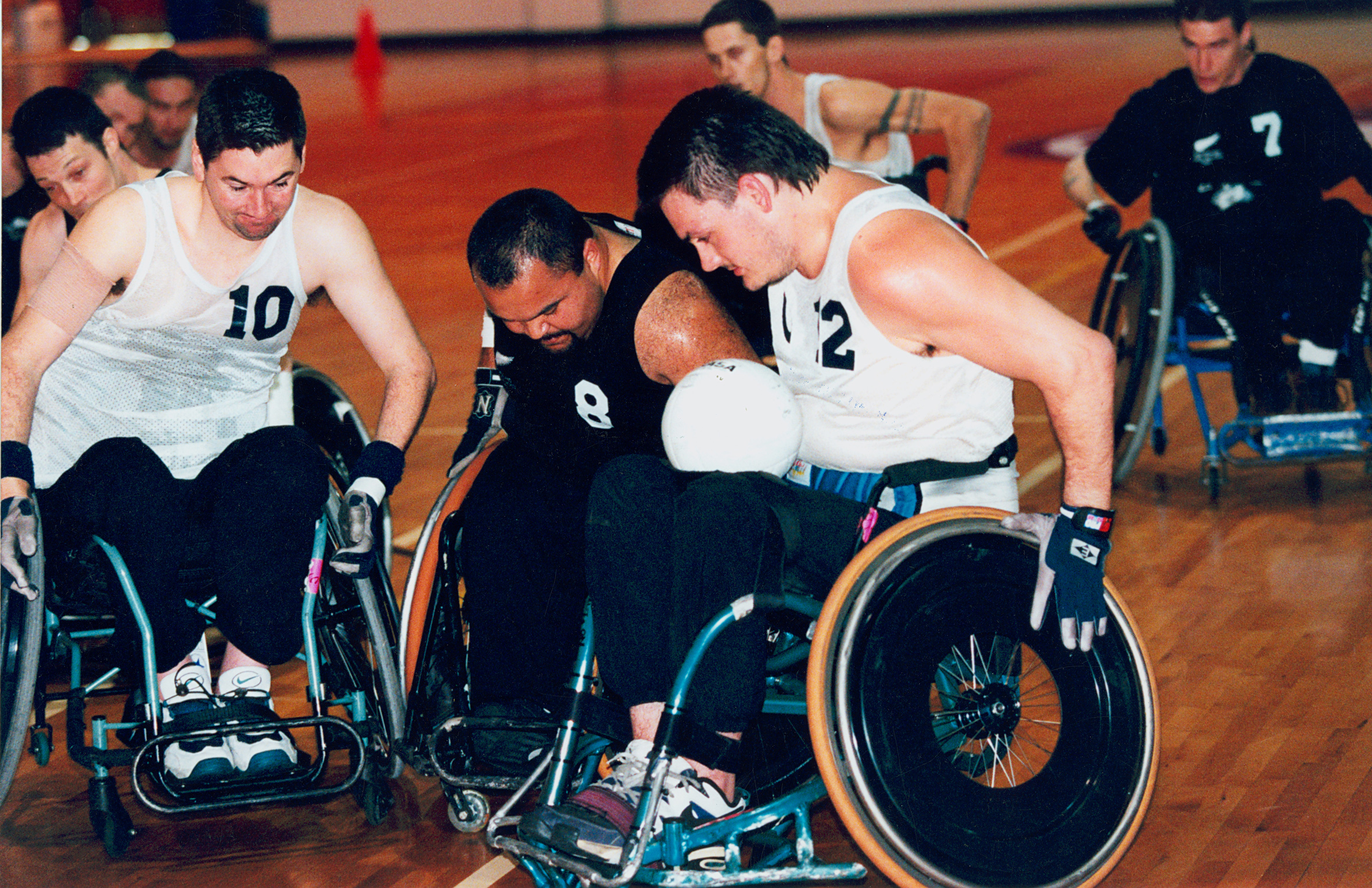
Les Wheel Blacks (équipe néo-zélandaise de rugby fauteuil), en noir, aux Jeux paralympiques d'été de 1996.

Les meilleurs résultats des athlètes néo-zélandais sont aux Jeux d'été de 1984 (vingt-cinq médailles dont huit en or), de 1996 (dix-huit médailles dont neuf en or), et de 2016 (vingt-et-une médailles dont neuf en or),. Les trois skieurs néo-zélandais ne remportent aucune médaille pour la première participation du pays aux Jeux d'hiver en 1980, mais la skieuse (slalomeuse) Vivienne Martin (en) remporte la première médaille d'or paralympique d'hiver de son pays aux Jeux de 1984 à Innsbruck, auxquels la Nouvelle-Zélande remporte cinq médailles (dont une en or). 
Les champions paralympiques néo-zélandais les plus titrés sont Dame Sophie Pascoe (dix-neuf médailles en natation, dont onze en or, entre 2008 et 2020), Eve Rimmer (en) (quatorze médailles, dont huit en or en athlétisme, entre 1968 et 1980), et Jenny Newstead (en) (dix médailles en natation aux Jeux de 1992 et de 1996, dont sept en or). L'archère néo-zélandaise Neroli Fairhall est par ailleurs la première personne paraplégique à se qualifier pour participer aux Jeux olympiques, et la première personne qualifiée pour les Jeux olympiques après avoir pris part aux Jeux paralympiques,.

## Médailles par Jeux paralympiques
Les médailles obtenues par les athlètes néo-zélandais sont les suivantes, :

### Jeux paralympiques d'été
| Année                          | Athlètes          | Médaille d'or, Jeux paralympiques | Médaille d'argent, Jeux paralympiques | Médaille de bronze, Jeux paralympiques | Total | Rang |
| 1960 Rome                      | absente           |                                   |                                       |                                        |       |      |
| 1964 Tokyo                     | absente           |                                   |                                       |                                        |       |      |
| 1968 Tel Aviv                  | 16                | 1 (en)                            | 2                                     | 1                                      | 4     | 18e  |
| 1972 Heidelberg                |                   | 3                                 | 3                                     | 3                                      | 9     |      |
| 1976 Toronto                   |                   | 7                                 | 1                                     | 5                                      | 13    |      |
| 1980 Arnhem                    |                   | 7                                 | 6                                     | 6                                      | 19    |      |
| 1984 Stoke Mandeville/New York |                   | 8                                 | 10                                    | 7                                      | 25    |      |
| 1988 Séoul                     |                   | 2                                 | 4                                     | 11                                     | 17    |      |
| 1992 Barcelone/Madrid          |                   | 5                                 | 1                                     | 0                                      | 6     |      |
| 1996 Atlanta                   |                   | 9                                 | 6                                     | 3                                      | 18    |      |
| 2000 Sydney                    |                   | 6                                 | 8                                     | 4                                      | 18    |      |
| 2004 Athènes                   |                   | 6                                 | 1                                     | 3                                      | 10    |      |
| 2008 Pékin                     |                   | 5                                 | 3                                     | 4                                      | 12    |      |
| 2012 Londres                   |                   | 6                                 | 7                                     | 4                                      | 17    |      |
| 2016 Rio de Janeiro            |                   | 9                                 | 5                                     | 7                                      | 21    |      |
| 2020 Tokyo                     |                   | 6                                 | 3                                     | 3                                      | 12    |      |
| 2024 Paris                     |                   | 1                                 | 4                                     | 4                                      | 9     |      |
| 2028 Los Angeles               | événement à venir |                                   |                                       |                                        |       |      |
| 2032 Brisbane                  | événement à venir |                                   |                                       |                                        |       |      |
| Total                          | Total             | 81                                | 64                                    | 65                                     | 210   | 27e  |

### Jeux paralympiques d'hiver
| Année                   | Athlètes          | Médaille d'or, Jeux paralympiques | Médaille d'argent, Jeux paralympiques | Médaille de bronze, Jeux paralympiques | Total             | Rang              |                   |
| 1976 Örnsköldsvik       | absente           | absente                           | absente                               | absente                                | absente           | absente           | absente           |
| 1980 Geilo              | 3                 | 0                                 | 0                                     | 0                                      | 0                 | –                 |                   |
| 1984 Innsbruck          |                   | 1 (en)                            | 3                                     | 1                                      | 5                 |                   |                   |
| 1988 Innsbruck          |                   | 0                                 | 1                                     | 0                                      | 1 (en)            |                   |                   |
| 1992 Tignes-Albertville |                   | 2                                 | 0                                     | 0                                      | 2                 |                   |                   |
| 1994 Lillehammer        |                   | 3                                 | 0                                     | 3                                      | 6                 |                   |                   |
| 1998 Nagano             |                   | 4                                 | 1                                     | 1                                      | 6                 |                   |                   |
| 2002 Salt Lake City     |                   | 4                                 | 0                                     | 2                                      | 6                 |                   |                   |
| 2006 Turin              |                   | 0                                 | 0                                     | 0                                      | 0                 | -                 |                   |
| 2010 Vancouver          |                   | 1                                 | 0                                     | 0                                      | 1                 |                   |                   |
| 2014 Sotchi             |                   | 0                                 | 1                                     | 0                                      | 1                 |                   |                   |
| 2018 PyeongChang        |                   | 1                                 | 0                                     | 2                                      | 3                 |                   |                   |
| 2022 Pékin              |                   | 1                                 | 1                                     | 2                                      | 4                 |                   |                   |
| 2026 Cortina d'Ampezzo  | événement à venir | événement à venir                 | événement à venir                     | événement à venir                      | événement à venir | événement à venir | événement à venir |
| Total                   | Total             | 17                                | 7                                     | 11                                     | 35                | 16e               |                   |